# 特快专递

特快专递标志

快捷郵件（或譯特快專遞、特快郵遞服務，简称EMS）是由萬國郵政聯盟（UPU）的郵政部門成員提供的一種國際特快郵遞服務，始於1998年，由消費者付出較貴的費用以獲得快速的郵件遞送服務，常應用於必須快速发送的重要信函或邮件。

## 包装
特快专递一般使用统一的特种包装，以区别其他普通邮件。
例如中国邮政特快专递使用深蓝色邮件包装，封面上印有China Post 中国邮政国际特快专递字样，背面是粘贴邮件信息的位置。中華郵政國際快捷郵件則主要是提供印有郵件編號的專用五聯單，貼於信件或包裹上即可，不需使用專用的淺黃色塑料袋或快遞常用的硬卡紙袋。

## 接收或發送

### 中华邮政

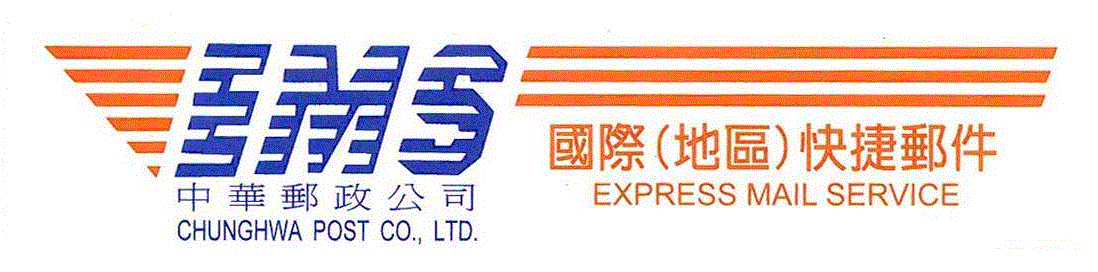
中華郵政「國際（地區）快捷郵件」標誌

臺灣可交寄EMS至部分国家或地区；万国邮政联盟成员国亦可交寄EMS至臺灣，但部分国家或地区需经第三地交送，致速度与一般航空邮件无異，例如从非洲一些国家交寄，需时20-30天。
於三通開放時，為了讓郵件能順利寄往大陆，印有「中華民國郵政」字樣的五聯單被避免使用，2008年12月新印了一批「中華郵政公司」字樣的五聯單專用於大陆，並將服務名稱修改為「國際（地區）快捷郵件」，而郵票或郵資券則繼續印有「中華民國」，地區商業發票的透明信封也印上「中華民國郵政」字樣。

### 中国邮政

中國郵政「全球郵政特快專遞」標誌

因为特快专递所邮寄的物品一般比较重要，再加上邮寄费用比普通邮件高出很多，所以要求接收方必须持有有效的收件人个人身份证件接受邮件。
在中国大陆，接受特快专递可以持有的有效证件有：
- 有效的中国大陆居民身份证；
- 有效的军官证、士兵证；
- 有效的中国大陆居民户口簿；
- 外国公民附有有效签证的有效护照。

如果收件人不在，其他人不可代收，如接收地址不详，应以尽可能方式查找投递。收件人所在单位负责邮件收发的部门可以接受特快专递，但是必须专人负责将邮件送抵接收人手中并验证身份证件、签字。
特快专递投递时间期限为一年，在一年以内要求每日重复尝试投递。对于无着邮件应按照发信人的要求妥善销毁或者退回。

### 香港邮政
香港的特快專遞由香港郵政負責，顧客可使用「特快專遞」服務，而特快專遞又名政府專遞，把包裹寄往全球約210個城市；除寄件外，從外地以特快專遞寄件至香港，收件人會收到郵政署的通知，並前往最近一間及有提供特快專遞服務的郵政局領取郵件，或由郵差送到府上。
以特快專遞投寄郵件者，也可選擇使用上門收件服務，使用此服務之客戶可透過致電、傳真表格或在互聯網預約。
因透過特快專遞寄出的郵件多為急件，所以郵政署特設「網上追查郵件」服務，顧客只須提供郵件編號，便可追查郵件最新的情況。
投寄郵件時，顧客須填妥一份一式四張的寄件收據（包括郵局收據、報關單、顧客收據、收件者收據），填妥後把收據貼在郵件上，便可親身到郵政局投寄或由郵差上門收件。
收取特快專遞郵件的收件者，會收到郵局寄出的通知書，收件者必須親身到設有特快專遞服務的郵局，並攜同以下文件方能領件：
- 香港身份證（或其他有效身分證明文件）
- 領件通知書

如由他人代領，除出示上述文件外，收件者也須寫授權信予領件人（授權信上須注明領件者的姓名及身分證號碼），有關領件人也須出示身分證明文件方能領件。

## 問題
由於快捷郵件服務通常是利用當地郵政系統運送，如果寄達地的郵政局服務品質不是很好，貨件仍然會延誤，因此其服務可靠度仍輸其他全球性國際快遞業者。

## 竞争对手
EMS的竞争对手为各类跨国快递公司，包括但不限于以下：
- 聯合包裹服務公司（UPS）
- 敦豪航空货运公司（DHL）
- 聯邦快遞（FedEx）
- 顺丰快递（SF Express）